# Mappa mundi di Albi

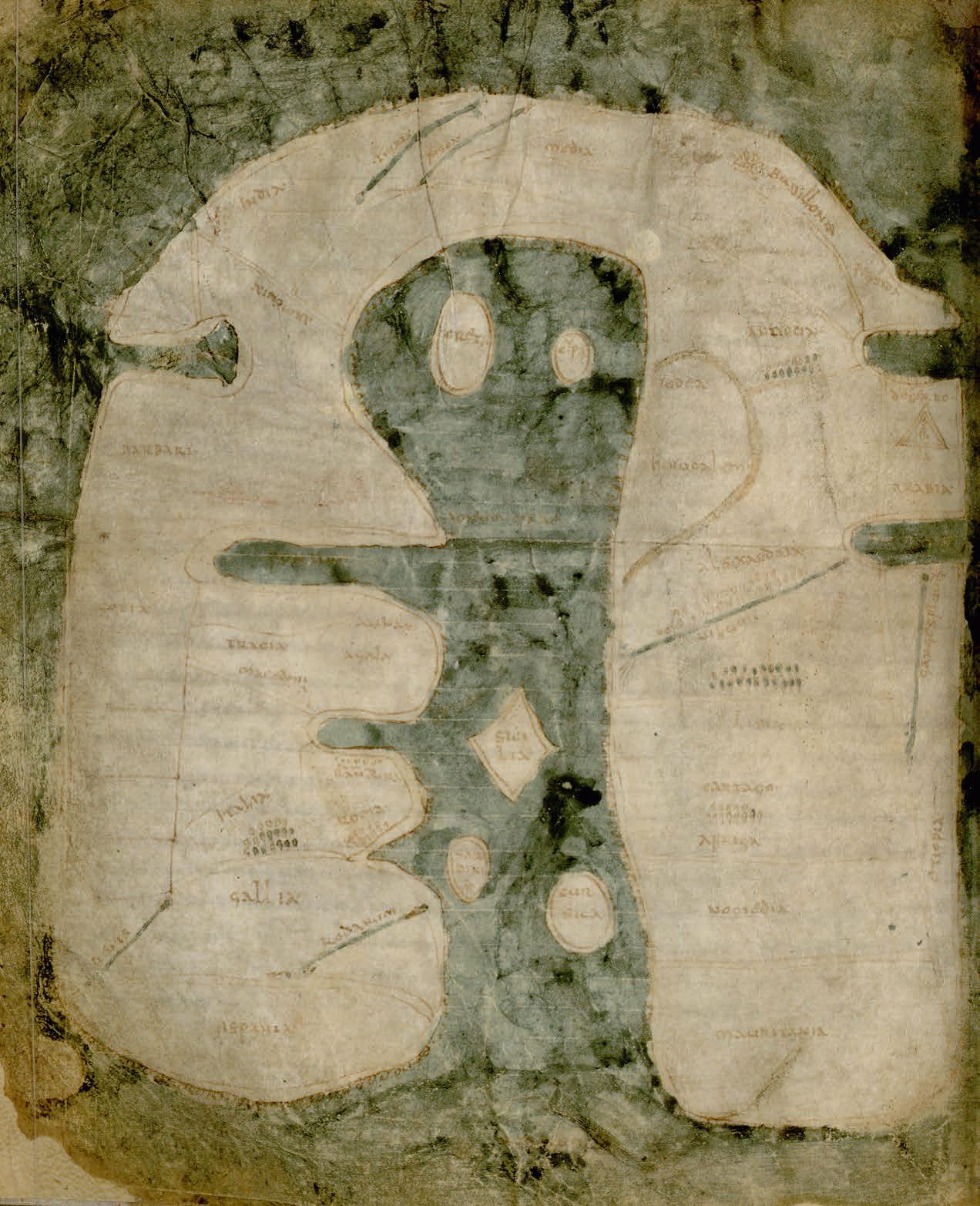
La Mappa mundi di Albi

La Mappa mundi di Albi è una mappa medievale del mondo (mappa mundi), inclusa in un manoscritto della seconda metà dell'VIII secolo conservato nella vecchia collezione della mediateca Pierre-Amalric di Albi. Questo manoscritto proviene dalla biblioteca capitolare della cattedrale di Sainte-Cécile di Albi. La mappa mundi di Albi è il più antico documento conservato di una rappresentazione globale e non astratta del mondo abitato, con l'eccezione di due tavolette una mesopotamica (circa 2600 a.C.) e l'altra babilonese (V secolo a.C.). È stata inscritta nell'ottobre 2015 al registro Memoria del mondo dell'UNESCO.

## Descrizione del manoscritto e della mappa
Il manoscritto che riporta la carta include 77 fogli. Prende il nome nel XVIII secolo "Miscellanea" (parola latina che significa "collezione"). Questa raccolta contiene 22 documenti diversi, che avevano funzioni educative. Il manoscritto, una pergamena realizzata probabilmente da una pelle di capra o di pecora, è in ottimo stato di conservazione.
La mappa stessa è alta 27 cm e larga 22,5. Rappresenta 23 paesi in 3 continenti e menziona diverse città, isole, fiumi e mari. Il mondo conosciuto è rappresentato nella forma di un ferro di cavallo, che si apre a livello dello Stretto di Gibilterra, e che circonda il Mediterraneo, con il Medio Oriente in alto, l'Europa a sinistra e il Nordafrica a destra.

## Le iscrizioni

### Paesi e deserti
La carte menziona 23 paesi su 3 continenti :
- Europa: Ispania (Spagna), Britania (Bretagna), Gallia (Gallia), Italia (Italia), Gotia (paesi dei Goti, désignant la Germania), Tracia (Tracia), Macedonia (Macedonia), Agaia (Acaia, la Grecia), Barbari (domini dei Barbari).
- Africa (Afriga): Mauritania (Mauretania), Nomedia (Numidia), Libia (Libia), Etiopia (Etiopia), Egyptus (Egitto).
- Oriente: Armenia (Armenia), India (India), Scitia (paesi degli Sciti), Media (paesi dei Medi), Persida (Persia), Judea (Giudea), Arabia (Penisola araba).

Le cinque maggiori isole del Mediterraneo sono rappresentate: Corsica, Sardegna, Sicilia, Creta e Cipro.
C'è anche un deserto e il Monte Sinai (Sina) rappresentato da un triangolo.

### Città e isole
- Città : Babilonia, Atene, Ravenna, Roma, Antiochia, Gerusalemme, Alessandria d'Egitto e Cartagine.
- Isole: Cipro, Creta, Sicilia, Sardegna e Corsica.

### Fiumi, mari e oceano
- Fiumi : Tigri (Tigris), Pison (Fison), Nilo (Nilum), Gange (Ganges fluvius), Rodano (Rodanum) et Reno (Renus).
- Mari : Mare Adriatico (Adrias), Mar Nero (Pontum), Mar Ionio (Ionium mare), Cyminicum mare, Mar Rosso (Rubrum), Mar Caspio (Caspium).
- Oceano: Oceanum, l'oceano presente sulla mappa circonda tutte le terre come immaginato in quel momento.